# مايك شانك
مايك شانك (بالإنجليزية: Mike Schank)‏ هو موسيقي وعازف قيثارة أمريكي، ولد في 1966 في الولايات المتحدة.

## وصلات خارجية
- مايك شانك على موقع IMDb (الإنجليزية)
- مايك شانك على موقع ميوزك برينز (الإنجليزية)
- مايك شانك على موقع أول موفي (الإنجليزية)
- مايك شانك على موقع قاعدة بيانات الفيلم (الإنجليزية)